# Sammelaugust
Sammelaugust (schwedisch Lite om Sammelagust) ist eine Geschichte von Astrid Lindgren.

## Handlung
Samuel August lebt mit seinen Brüdern in Småland. Von seinen Geschwistern wird er jedoch nur Sammelaugust genannt. Die Brüder unternehmen viel gemeinsam draußen in der Natur. Sie fahren im Winter mit ihren Schlitten die Abhänge hinunter. Sammelaugust wünscht sich nichts sehnlicher als zwei Kaninchen. Ein Männchen und ein Weibchen möchte er haben, sodass diese viele kleine Kaninchenkinder bekommen. Doch die Kaninchen kosten viel Geld und Sammelaugust hat viel zu wenig davon. Als eines Tages ein Großhändler auf dem Hof von Sammelaugusts Eltern vorbeikommt, fragt dieser Sammelaugust, ob dieser sich Geld damit verdienen möchte, dem Großhändler die Gatter aufzuhalten. Sammelaugust kann es gar nicht fassen, als er das Geld, 65 Öre, in seinen Händen hält. Er kauft sich davon zwei weiße Kaninchen und hat sogar noch 25 Öre übrig, die er die nächsten Jahre verbrauchen kann.

## Hintergrund
Die Geschichte wurde erstmals 1949 in der schwedischen Zeitschrift Vi veröffentlicht. Illustriert wurde die Geschichte von Eva Billow. 1950 erschien die Geschichte mit Illustrationen von Ingrid Vang Nyman in der Kurzgeschichtensammlung Kajsa Kavat (1952, deutsch Sammelaugust und andere Kinder).
In Schweden las Astrid Lindgren die Geschichte selbst als Hörbuch. In Deutschland wurde die Geschichte von Manfred Steffen gelesen und auf dem Hörbuch mit dem Titel Erzählungen veröffentlicht.
Die Geschichte handelt von Astrid Lindgrens eigenem Vater Samuel August Ericsson (kurz: Sammelagust, deutsch: Sammelaugust). Dieser wünschte sich nichts sehnlicher als ein Kaninchenpärchen, sodass er selbst Geld für es verdiente.
Die Geschichte wurde auch in ein Theaterstück umgeschrieben. 2014 und 2015 wurde das Theaterstück in dem Kinder- und Jugendtheater Schauburg in München im Rahmen der Reihe Unterwegs in Smaland aufgeführt. Im Theater Kuckucksheim in Heppstädt wurde die Geschichte als Figurentheaterstück aufgeführt.

## In Deutschland veröffentlicht in
- Sammelaugust und andere Kinder, 1952, Verlag Friedrich Oetinger, Hamburg, illustriert von Ingrid Vang Nyman, ins Deutsche übersetzt von Karl Kurt Peters
- Astrid Lindgren erzählt, 1971, Verlag Friedrich Oetinger, Hamburg, illustriert von Margret Rettich, ins Deutsche übersetzt von Karl Kurt Peters
- Erzählungen, 1990, Verlag Friedrich Oetinger, Hamburg, illustriert von Ilon Wikland, ins Deutsche übersetzt von Karl Kurt Peters
- Die Puppe Mirabell und andere Geschichten, 2006, Verlag Friedrich Oetinger, Hamburg, illustriert von Ilon Wikland, ins Deutsche übersetzt von Karl Kurt Peters
- Erzählungen und Märchen, 2007, Verlag Friedrich Oetinger, Hamburg, illustriert von Ilon Wikland, ins Deutsche übersetzt von Karl Kurt Peters